# Nephrodium costata
Nephrodium costata là một loài dương xỉ trong họ Dryopteridaceae. Loài này được Bedd. mô tả khoa học đầu tiên năm 1867.
Danh pháp khoa học của loài này chưa được làm sáng tỏ. 